# 육박나무
육박나무(六駁－, Actinodaphne lancifolia)는 한국 남부, 일본, 타이완 등에 분포하는 상록 활엽교목이다. 높이는 15m에 달하고 나무껍질이 버즘나무처럼 조각으로 벗겨진다. 작은가지는 자갈색이며 털이 없다. 잎은 어긋나고 긴 타원형 또는 거꿀달걀 모양의 피침형이며 가장 자리가 밋밋하고 윤이 난다. 잎자루와 잎뒷면에는 다소 털이 있다. 꽃은 7월경에 피고 이가화이며 잎겨드랑이에 우산 모양으로 달린다. 총포편은 황색으로 꽃잎처럼 보이고 꽃잎은 희미하게 6개로 갈라진다. 9개의 수술 중 안쪽 3개에 선체가 있다. 열매는 둥글며 다음해 7-9월에 적색으로 익는다.